# シカゴ・マニュアル・オブ・スタイル

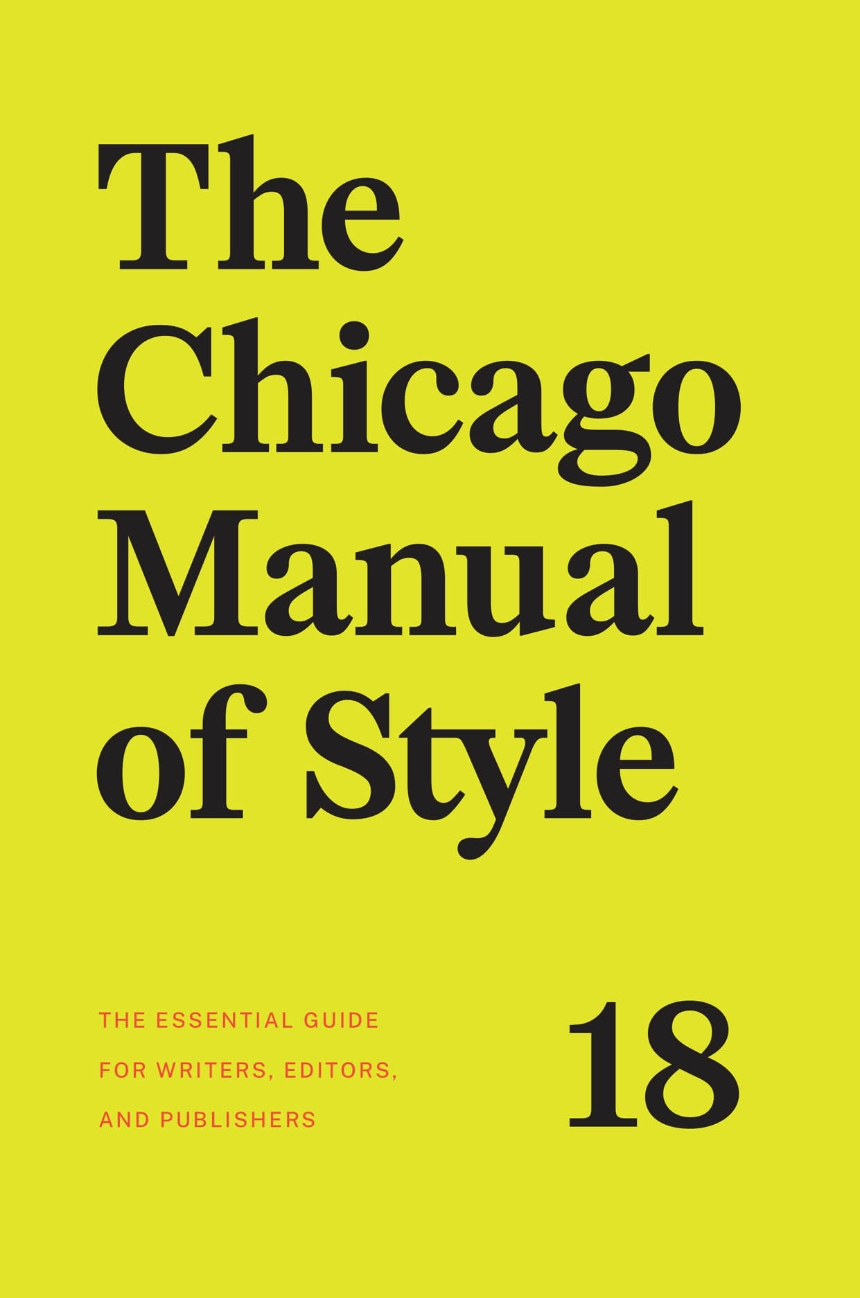
第18版

『シカゴ・マニュアル・オブ・スタイル』（The Chicago Manual of Style）は、シカゴ大学出版局から出版されているスタイルガイド。アメリカ合衆国の代表的なスタイルガイドのひとつ。
書籍版とオンライン版が存在する。オンライン版の使用には年間購読料を払う必要がある（検索は無償で可能）。

## 歴史
このマニュアルは、1891年に設立されたシカゴ大学出版局の内部で使われていた規則集から発展したもので、『マニュアル・オブ・スタイル』の題で1906年に初版が出版された。この版は50セントで売られ、内容は200ページほどで、その半分が印刷見本であった。
1969年に出版された第12版で内容が大きく改められ、この版によってスタイルガイドの標準としての地位を固めた。第12版は15万部以上が売れたが、これは初版から11版までを合計した数にほぼ等しい。1982年の第13版で書名が現在のものに変更された。1993年の第14版ではDTPやワードプロセッサが、2003年の第15版ではWorld Wide Webに関する記述が追加された。2006年にはオンライン版の提供がはじまった。その後2010年に第16版、2017年に第17版が出版されている。第17版のページ数は書籍版で1,000ページを越える。2024年に第18版が出版された。

## 構成
第15版（2003年）は次のような構成になっている。
第1章は本・雑誌・電子出版などの文書構成について。
第2章から第4章までは原稿の書き方、校正のしかた、著作権について。
第5章から第11章は文法、句読点の使い方、単語の使い方、固有名詞の書き方、数の表記のしかた、主要な外国語の書き方、引用文の書き方。
第12章は図版、第13章は表、第14章は数式、第15章は略語、第16章と第17章は出典・注釈・参考文献の示し方、第18章は索引について。
附録では書物ができあがる過程について概略を記す。

## 関連する書物
ケイト・L・トゥラビアン（英語版、1893-1987）による『シカゴ・スタイル 研究論文執筆マニュアル』(A Manual for Writers of Research Papers, Theses, and Dissertations)は、『シカゴ・マニュアル・オブ・スタイル』にもとづいた論文用のスタイルガイドで、2018年に第9版が出版されている。日本語訳も存在する。
- ケイト・L・トゥラビアン 著、沼口隆・沼口好雄 訳『シカゴ・スタイル 研究論文執筆マニュアル』慶應義塾大学出版会、2012年。ISBN 4766419774。

スペインのデウスト大学は、シカゴ大学出版局と共同で『シカゴ・マニュアル・オブ・スタイル』第16版をスペイン語向けに直した『Manual de estilo Chicago-Deusto』を2014年に出版した。

## 近年の出版
- The Chicago Manual of Style (15th ed.). University of Chicago Press. (2003). ISBN 9780226104034. LCCN 2003-1860
- The Chicago Manual of Style (16th ed.). University of Chicago Press. (2010). ISBN 9780226104201. LCCN 2009-53612
- The Chicago Manual of Style (17th ed.). University of Chicago Press. (2017). ISBN 9780226287058. LCCN 2017-20712. OCLC 1055308068
- The Chicago Manual of Style (18th ed.). University of Chicago Press. (2024). ISBN 9780226817972

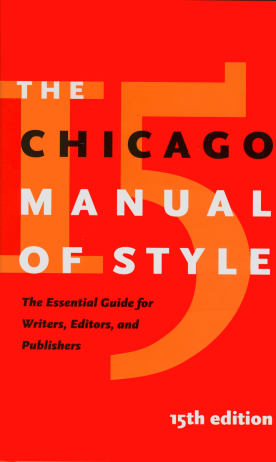
15th
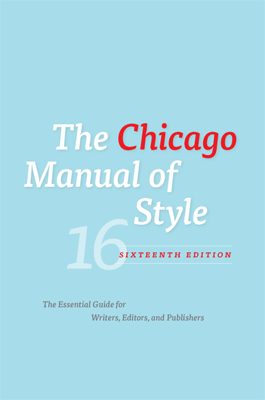
16th
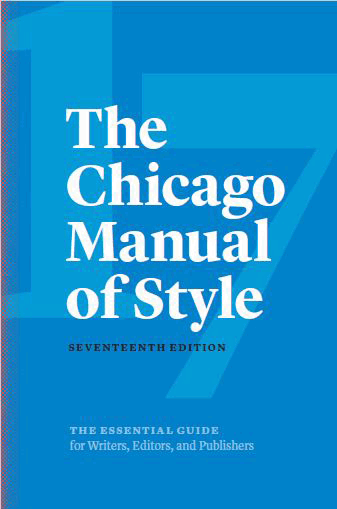
17th
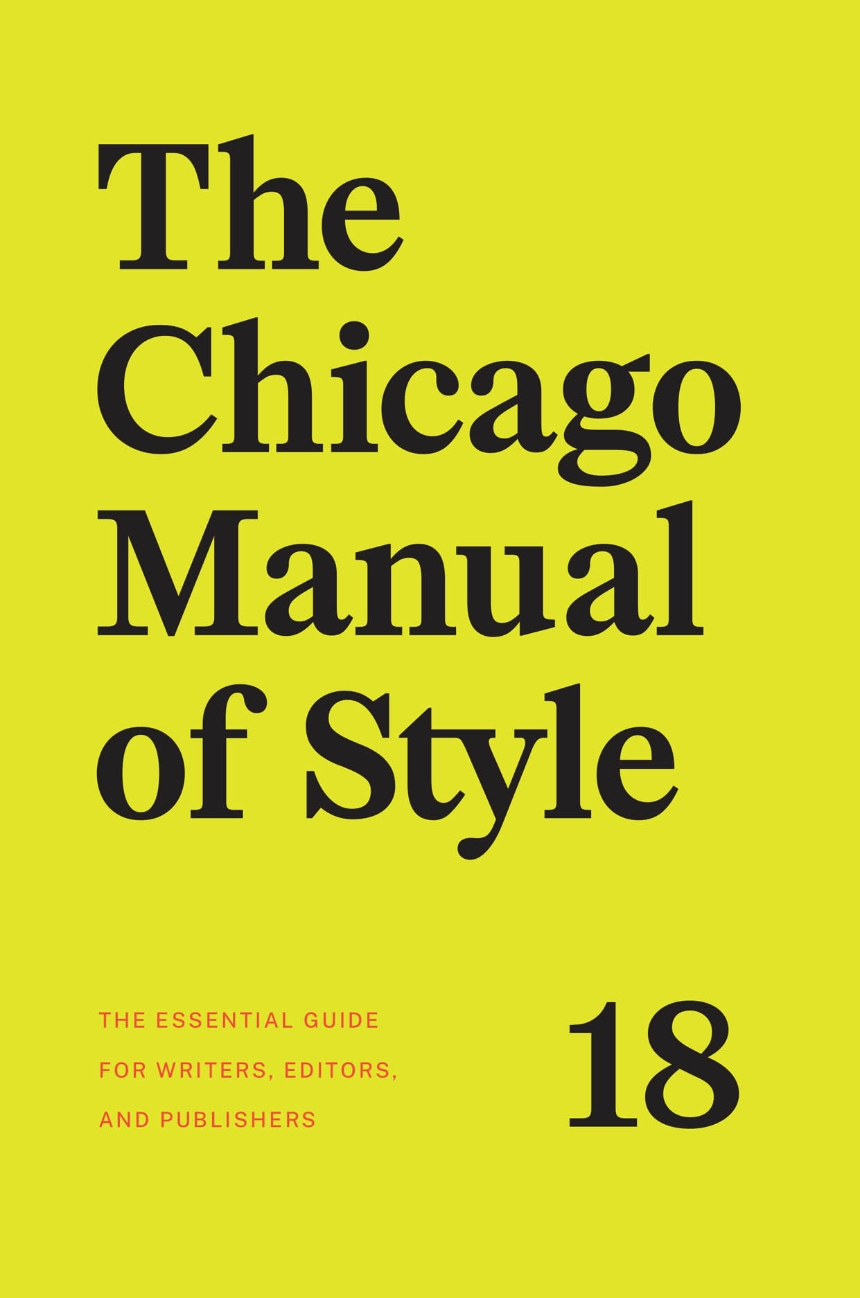
18th